# Kařez
Kařez är en ort i Tjeckien.   Den ligger i regionen Plzeň, i den centrala delen av landet, 50 km sydväst om huvudstaden Prag. Kařez ligger 445 meter över havet och antalet invånare är 550.
Terrängen runt Kařez är varierad.  Trakten runt Kařez är nära nog obefolkad, med mindre än två invånare per kvadratkilometer. Närmaste större samhälle är Rokycany, 16,2 km sydväst om Kařez. I omgivningarna runt Kařez växer i huvudsak blandskog.